# Gaius Nasennius Marcellus
Gaius Nasennius Marcellus (vollständige Namensform Gaius Nasennius C(ai) f(ilius) Marcellus senior) war ein im 1. und 2. Jahrhundert n. Chr. lebender Angehöriger des römischen Ritterstandes (Eques). Durch die Inschrift auf seinem Grabstein, gefunden in Ostia, sind einzelne Stationen seiner Laufbahn bekannt. Eine ebenfalls in Ostia aufgefundene stark fragmentierte Ehreninschrift beinhaltet in den enthaltenen Teilen die identische Laufbahn und bezieht sich daher ebenfalls auf Gaius Nasennius Marcellus.

## Leben
Nasennius Marcellus stammte wahrscheinlich aus Ostia. Seine militärische Laufbahn bestand aus den für einen Angehörigen des Ritterstandes üblichen tres militiae; in seinem Fall waren dies drei aufeinander folgende Posten als Kommandeur von Auxiliartruppen. Zunächst übernahm er als Präfekt die Leitung der Cohors I Apamenorum, die in der Provinz Cappadocia stationiert war. Danach wurde er Tribun der Cohors I Italica, die ebenfalls in Cappadocia stationiert war. Den Abschluss bildete das Kommando als Präfekt über die Ala Phrygum, die in der benachbarten Provinz Syria stationiert war. Als letztes militärisches Amt ist in der Grabinschrift der Posten als praefectus fabrum, also als Adjutant eines Statthalters, erwähnt.
Sein erstes Kommando erhielt Gaius Nasennius Marcellus möglicherweise durch den Einfluss des Aulus Caesennius Gallus, der Anfang der 80er Jahre des 1. Jahrhunderts Statthalter in Galatia et Cappadocia war und der Verbindungen nach Ostia hatte. Vielleicht übte Nasennius Marcellus den Posten des praefectus fabrum bereits vor seiner restlichen militärischen Karriere aus (was eigentlich auch eher der damals üblichen Ämterreihenfolge entsprechen würde) und erhielt dadurch den Kontakt zu Aulus Caesennius Gallus oder einem anderen senatorischen Statthalter, der dann später seine weitere Karriere förderte.
Nach den militärischen Posten sind in der Grabinschrift die zivilen Ämter des Gaius Nasennius Marcellus aufgeführt. Er war Quästor, Ädil und insgesamt dreimal Duumvir, was eine Art Bürgermeisteramt darstellte. Aus der Formulierung in der Inschrift geht nicht eindeutig hervor, ob er jedes Mal als duumvir quinquennalis amtierte (also nach fünf Jahren die freigewordenen Posten im Stadtrat wieder neu besetzte) oder nur bei seiner dritten Amtszeit als duumvir. Außerdem war Nasennius Marcellus curator operum publicorum et aquarum perpetuus, also auf Lebenszeit Beauftragter für die öffentlichen Gebäude und die Wasserversorgung der Stadt. Er war Mitglied der Laurentes Lavinates, einer Rittern vorbehaltenen römischen Priesterschaft, in der er auch ein als praetor bezeichnetes Amt innehatte. Zum Abschluss seines Lebenslaufes wird er als Patron seiner Heimatstadt Ostia bezeichnet.
Durch die Fasti Ostienses, eine inschriftlich erhaltene Jahresliste von Amtsträgern und besonderen Ereignissen, ist belegt, dass Nasennius Marcellus 111 zum dritten Mal Duumvir (duumvir quinquennalis III) war; dort wird er auch als Patron seiner Heimatstadt bezeugt. Dadurch lässt sich auch der Rest seiner Laufbahn ungefähr datieren, seine militärische Karriere könnte demnach ungefähr in den 80er Jahren des 1. Jahrhunderts n. Chr. begonnen haben.

## Familie
Durch mehrere Inschriften aus Ostia sind weitere Personen mit diesem Namen belegt, bei denen es sich möglicherweise um Nachfahren des Gaius Nasennius Marcellus senior handelt. Ein Gaius Nasennius Marcellus war 166 duumvir quinquennalis und 184 curator perpetuus operum publicorum; möglicherweise handelt es sich bei ihm um einen Enkel. Für 181/193 ist auf einer Inschrift aus dem nahegelegenen Portus ein Gaius Nasennius Marcellus als pontifex Volcani et aedium sacrarum belegt; möglicherweise ist er mit dem vorigen identisch. Ein Nasennius Marcellus war 189 Patron der Stadt Ostia.
Bis zum Bekanntwerden des Fragments der Fasti Ostienses, in dem Gaius Nasennius Marcellus erwähnt wird, war nicht klar, ob in diesen Inschriften die gleiche Person gemeint ist wie auf dem Grabstein aus Ostia. Erst seit sich dieser durch die Fasti ungefähr datieren lässt, ist klar, dass es sich um unterschiedliche Personen handelt, die angesichts der Namensgleichheit aber wohl zur selben Familie gehörten.